# Andriy Hnatov
Andriy Hnatov (en ukrainien : Андрій Вікторович Гнатов) est un militaire ukrainien, commandant des forces conjointes des forces armées ukrainiennes à partir du 24 juin 2024 puis chef d'état-major général des forces armées ukrainiennes à partir du 16 mars 2025.

## Biographie

### Carrière militaire
Andriy Hnatov commande la 36e brigade d'infanterie navale de 2018 à 2021. En 2018, il œuvre pour l'éloignement des Forces armées ukrainiennes du modèle soviétique, tant pour les uniformes et les symboles que pour les doctrines de combat.
Il est engagé durant l'invasion de l'Ukraine par la Russie et devient vice-commandant du commandement opérationnel sud. Lors de la contre-offensive de Kherson en novembre 2022, il est chef d'état-major de cette même unité. Il est également chargé de préparer les défenses des villes de Mykolaïv et Bakhmout. Si Mykolaïv n'est pas prise par les forces russes, Bakhmout est presque totalement détruite et conquise par la Russie en mai 2023.
Le 24 juin 2024 au soir, à la suite du renvoi du lieutenant général Iouriy Sodol, il devient Commandant des forces conjointes des Forces armées ukrainiennes (KOS ZSU, unité militaire A0135). Sa nomination est saluée par Bohdan Krotevytch, commandant de la 12e brigade d'assaut « Azov » qui a exigé et obtenu le limogeage de Sodol. Celui-ci le décrit comme « un officier de grande valeur »,,. À ce poste, il est chargé de la planification stratégique des opérations militaires ukrainiennes. 
Le 16 mars 2025, il est nommé chef d'état-major général des forces armées ukrainiennes, en remplacement d'Anatoliy Barhylevytch.